# Morir en el golfo
Morir en el golfo és una pel·lícula mexicana de cinema dramàtic dirigida per Alejandro Pelayo i protagonitzada per Blanca Guerra, Enrique Rocha, Alejandro Parodi, Carlos Cardán, Emilio Echevarría, Ana Ofelia Murguía i María Rojo de 1990. Està basada en la novel·la homònima de l'escriptor i periodista Héctor Aguilar Camín.

## Argument o sinopsi
Els Santana són un matrimoni conformat per Santana (Carlos Cardán), un polític mediocre i la seva dona, l'ambiciosa Eleonora (Blanca Guerra). Tots dos enfronten al cacic Fito Uscanga (Alejandro Parodi) perquè aquest es vol ensenyorir d'unes terres amb finalitats turístics. Eleonora involucra a Raymundo (Enrique Rocha), un periodista que va conèixer quan va ser estudiant i tots dos es relacionen. El cacic Uscanga els intenta convèncer que els crims que li atribueixen no van ser comesos per ell. Santana és electe president municipal i s'ensenyoreix de grans extensions de terra i usa materials de mala qualitat en l'obra pública del poble, per la qual cosa hi ha danys a la població que, enfurida, protesta contra Santana. Els pistolers de Uscanga li defensen disparant als pobladors i aquests en venjança la gent ofega a Santana. Eleonora intenta venjar-se del caciquer però no ho aconsegueix i fuig als Estats Units.

## Producció
Morir en el golfo fou rodada a partir del 27 de desembre de 1988 a Villahermosa, Teapa, Tapijulapa, Tlacotalpan i la Ciutat de Mèxic, < les colònies Roma i Condesa així com en diferents localitzacions de l'estat de Morelos. Va ser estrenada el 8 de març de 1990 als cines París Plus, Fernando Soler, Nacional, Géminis 1 i Dolores del Río. Les companyies productores foren Co. Tabasco Films, Sociedad Cooperativa de Producción Cinematográfica José Revueltas SCL i l'Instituto Mexicano de Cinematografía.a ser estrenada en televisió en 1989 a Imevisión, però va ser criticat el fet que es va fer de manera censurada.

## Repartiment
- Blanca Guerra - Leonora
- Enrique Rocha - Raymundo
- Alejandro Parodi - Uscanga
- Carlos Cardán - Santana
- Emilio Echevarría - Contacto
- Ana Ofelia Murguía - Chinta
- María Rojo - Conchita
- Víctor Carpintero - Cházaro
- José Luis Cruz - Apodaca
- Jesús Ángulo - Negro Amaro
- Ramiro Ramírez - Matías Cházaro
- Luis Manuel Pelayo - secretario de Turismo
- Martín Lasalle - Director del periódico
- Jesús Ramírez - Técnico
- Jorge Eduardo Ramíreza - Manolo
- Renee Beatriz Rodríguez - Mariana
- Ángel de la Peña - Custodio 1
- Uriel Chávez - Custodio 2

## Recepció
El guió de la pel·lícula va ser adaptat de la novel·la homònima d'Héctor Aguilar Camín pel director i Víctor Hugo Rascón. El seu títol temptatiu va ser Muertes fértiles, encara que l'escriptor de la novel·la sugurió que s'usés el títol de la novel·la. Els mitjans de comunicació la van qualificar com un film de qualitat i de crítica social, reflectint en els seus ressenyes que un dels personatges principals, Uscanga, interpretat per Alejandro Parodi, era una al·lusió clara a Joaquín Hernández Galicia "La Quina", un líder sindical acusat de caciquisme. Pelayova negar aquesta relació encara que va comentar que "és més fàcil que a Mèxic i a Llatinoamèrica trobem a un cacic terratinent que a un líder petrolier característic d'una zona en particular". La pel·lícula va ser promocionada com "inspirada sota la valenta novel·la d'Héctor Aguilar Camín", en una època caracteritzada per la censura governamental en continguts inclosos els cinematogràfics.
Va ser exhibida com a obra d'obertura de la Setmana de Cinema Mexicà a Hong Kong de 1992.

## Premis
- Tres Diosas de Plata per Millor Pel·lícula, Guió y Direcció, 1990[8]
- Dos Premis Heraldo per Actriu (Blanca Guerra) i Actor (Enrique Rocha), 1991
- Premi a la Millor Pel·lícula al Festival de Trieste, 1991[9]
- Tercer Premi Coral a la Millor Actriu a l'11 Festival Internacional del Nou Cinema Llatinoamericà de l'Havana, 1991
- Premi Catalina d'Or del Festival Internacional de Cinema de Cartagena de Indias a la Millor Actriu (Blanca Guerra), 1989[10]
- Premi de la Crítica de l'Associació de Cronistes d'Espectacles de Nova York (ACE) en les categories Actuació Femenina i Coactuació Masculina, 1990[11]